# Jordi Saragossa
Jordi Saragossa (Barcelona, 1988), fotògraf català especialitzat en fotografia esportiva també conegut com el fotògraf de Kilian Jornet. És un dels fotògrafs de l'equip internacional de Salomon Running, captant el dia a dia d'atletes de la talla de Kilian Jornet, Emelie Forsberg o Anna Frost entre d'altres.
Al 2015, fa una TED Talk dins del marc del TEDxYouth Barcelona sota el títol "Més enllà d'una fotografia". Al 2017, exposa "Jordi Saragossa, l'ombra de Kilian Jornet" amb motiu del FineArt Igualada. Una exposició retrospectiva dels anys seguint a l'atleta català arreu del món. En l'actualitat és ambaixador de la marca fotogràfica Sigma.